# Štír jedovatý
Štír jedovatý (Tityus stigmurus) je druh štíra z rodu Tityus, což je nejpočetnější rod štírů.

## Popis
Štíři rodu Tityus mají úzká klepeta a velice křehké tělo zakončené úzkou metasomou (zadní část zadečku). Mají buď zlatavou nebo nažloutlou barvu a přes mesosomu (přední část zadečku) se táhne tmavý pruh. V telsonu mají velice účinný jed.
Tityus stigmurus dorůstá do velikosti 4 až 6 cm. Vyskytuje se na velké části Brazílie.
Patří mezi toxicky významné druhy. U dětí a alergiků může být bodnutí smrtelné. Tityus stigmurus má zaznamenanou LD50 myš 0,773 mg/kg, v toxické stupnici (1–5) pro štíry se umístil mezi 3. až 4. stupněm.